# Cabomba aquatica
Cabomba aquatica là một loài thực vật có hoa trong họ Cabombaceae. Loài này được Aubl. miêu tả khoa học đầu tiên năm 1775.